# (25127) Laurentbrunetto
(25127) Laurentbrunetto est un astéroïde de la ceinture principale.

## Description
(25127) Laurentbrunetto est un astéroïde de la ceinture principale. Il fut découvert le 16 septembre 1998 à Caussols par le programme ODAS. Il présente une orbite caractérisée par un demi-grand axe de 2,86 UA, une excentricité de 0,04 et une inclinaison de 1,9° par rapport à l'écliptique.

## Compléments